# ルーアン美術館
ルーアン美術館(Musée des Beaux-Arts de Rouen)は、フランスのルーアンにある美術館である。フランス国内第2位の印象派コレクションを誇る。

## 沿革
フランス国家が各地に作った公立美術館のひとつで、1801年に開館。60の部屋に絵画、彫刻、デッサン、装飾美術品等多くの作品が展示されている。

## コレクション
イタリアやフランドル、スペイン、フランスの絵画などヨーロッパ絵画の中にはヘラルト・ダヴィトの『処女の中にいるマリア』、ピエトロ・ペルジーノの『キリストの復活』、フランソワ・クルーエの『ディアナの入浴』、カラヴァッジオの『柱につながれたキリスト』、ピエール・ピュジェの彫刻『ヒドラを退治するヘラクレス』、ディエゴ・ベラスケスの『デモクリトスの肖像』等がある。デッサンのコレクションは3000点ほどが所蔵されている。18世紀の部屋を再現した部分もあり、当時の家具が配置されている。他にはピーテル・パウル・ルーベンスの『東方三博士の礼拝』、ジャン・オノレ・フラゴナールの『洗濯女たち』、ユベール・ロベールの『ロッシューギヨン城の眺め』、ドミニク・アングルの『エモン夫人の肖像』等も展示されている。また、ルーアン生まれのテオドール・ジェリコーの作品を集めた部屋もある。その他、印象派のコレクターであったフランソワ・ドポーのコレクションもあり、その中にはアルフレッド・シスレー、ピエール＝オーギュスト・ルノワール、カミーユ・ピサロ、シャルル・フレション、クロード・モネの作品等がある。
また、アメデオ・モディリアーニによる肖像画やデッサン、彫刻家レイモン・デュシャン＝ヴィヨンの作品、マルセル・デュシャンのオブジェ等もある。彫刻の庭にはラウル・デュフィの作品などが飾られている。

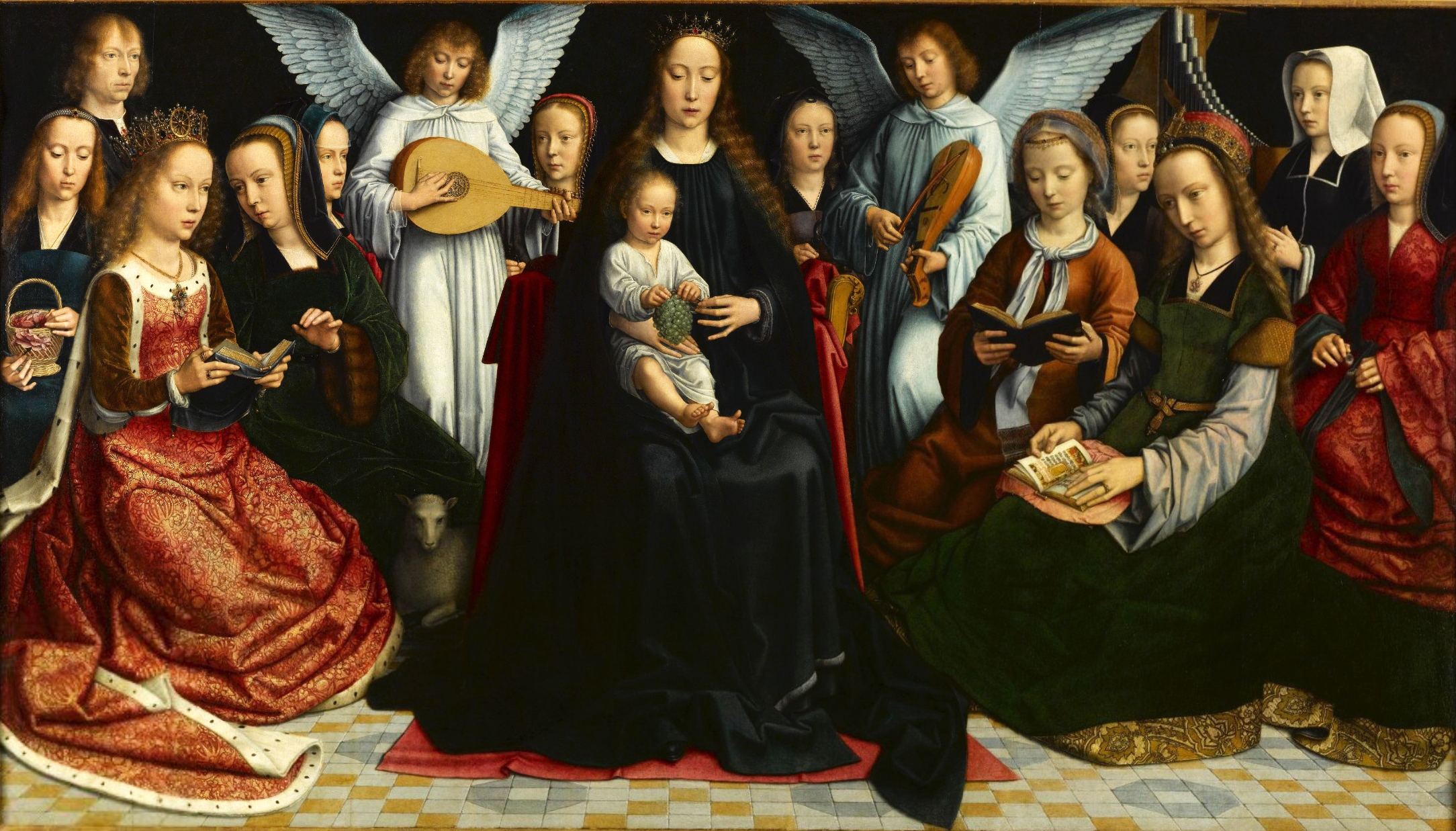
ヘラルト・ダヴィト, The Virgin among the Virgins
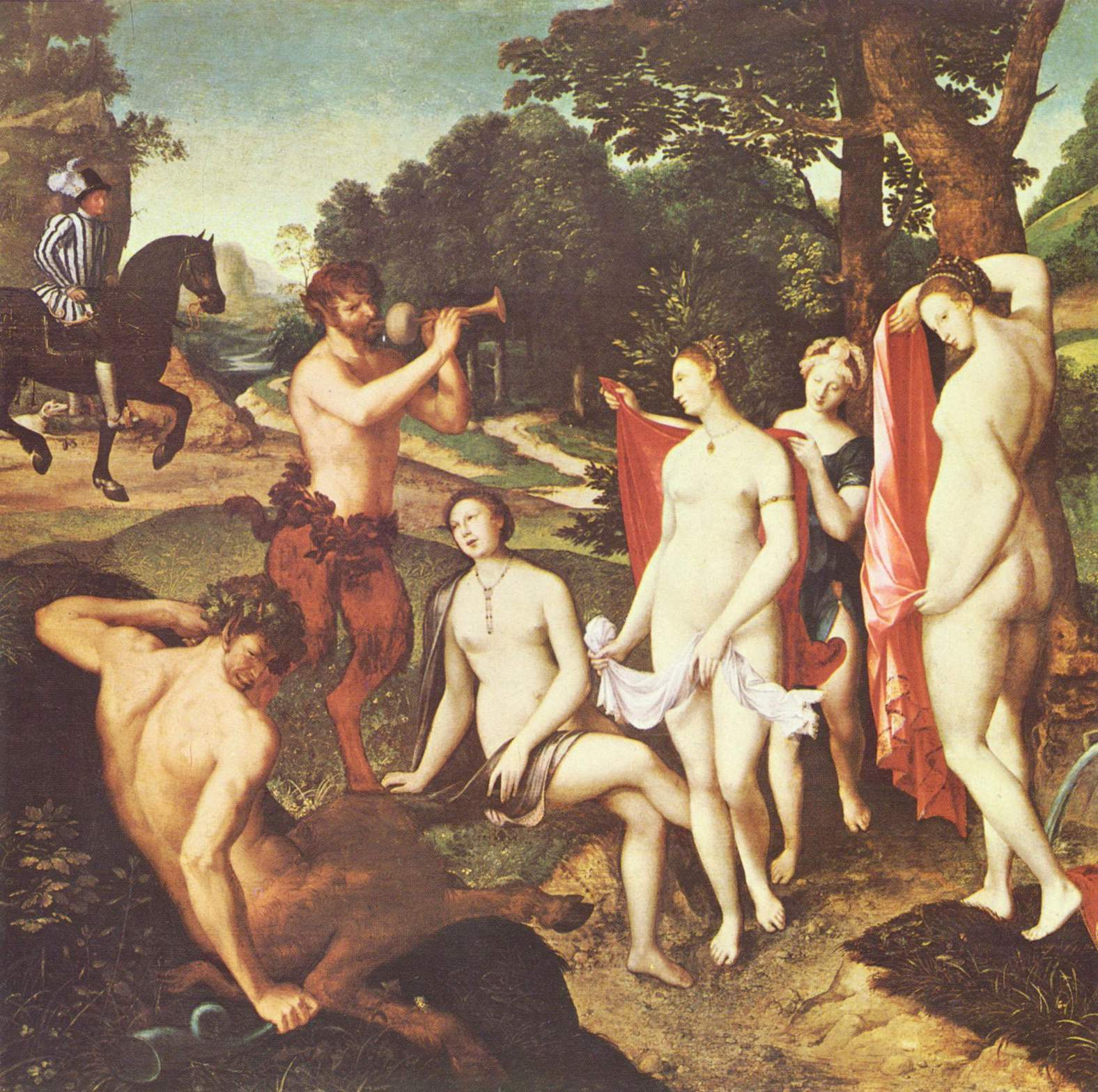
フランソワ・クルーエ, Diana bathing
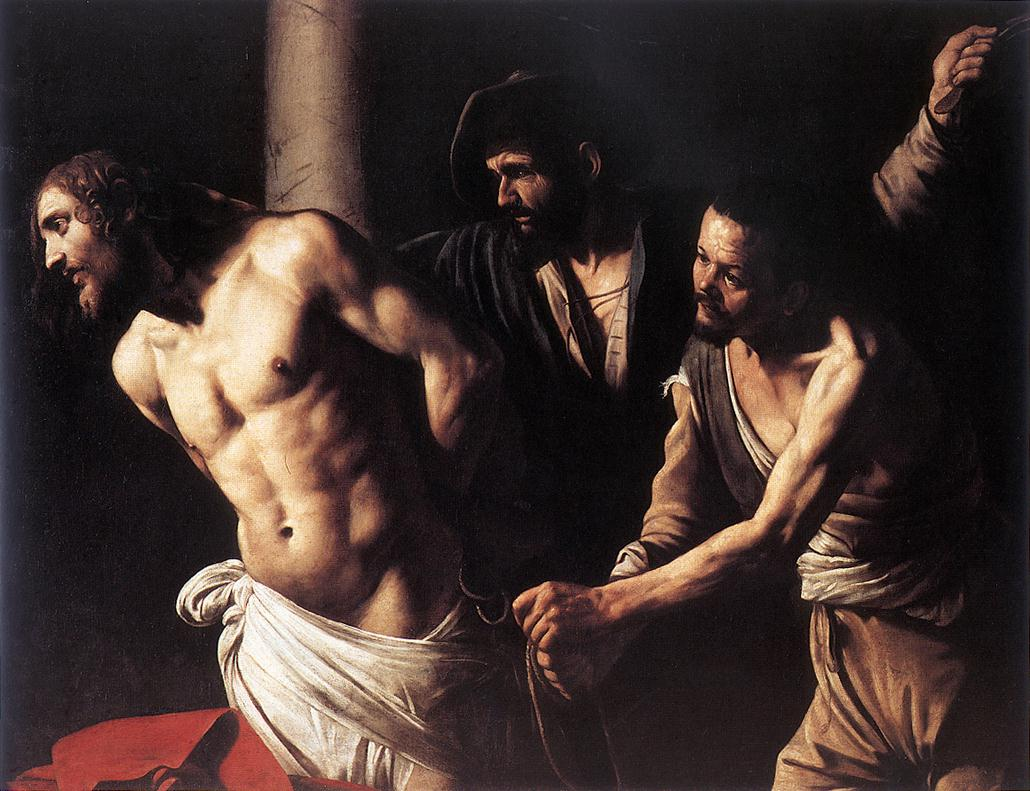
ミケランジェロ・メリージ・ダ・カラヴァッジオ, 『柱につながれたキリスト』
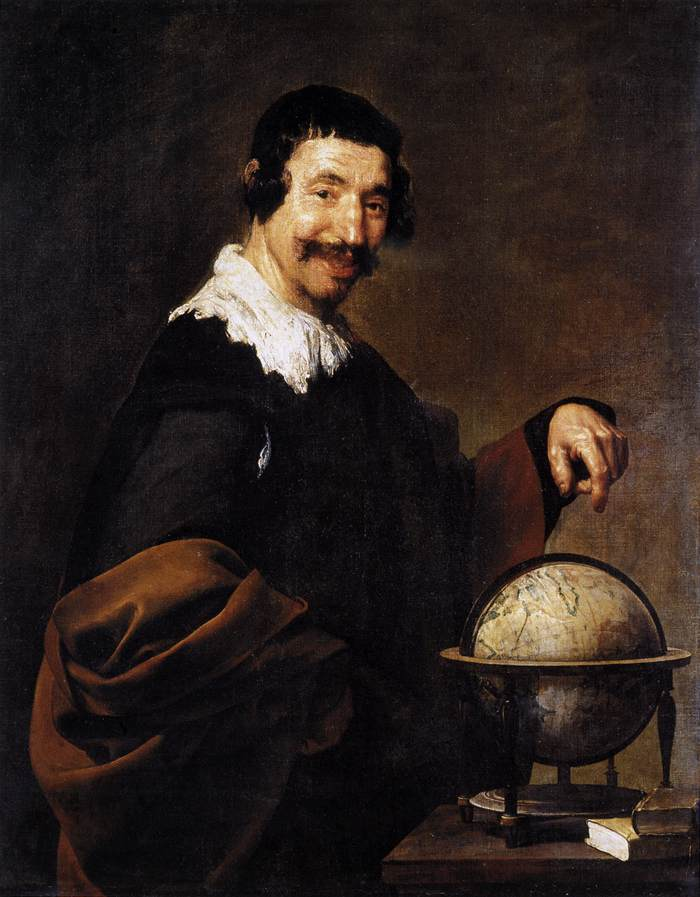
ディエゴ・ベラスケス, Democritus
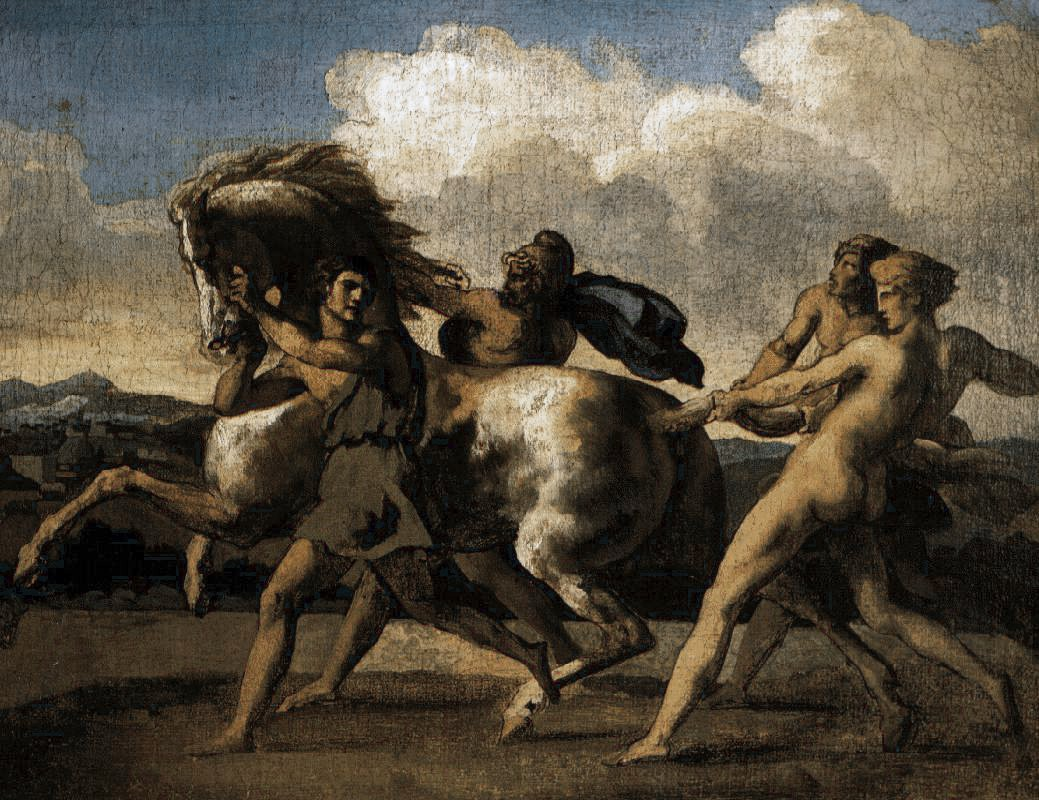
テオドール・ジェリコー, Capture of a horse
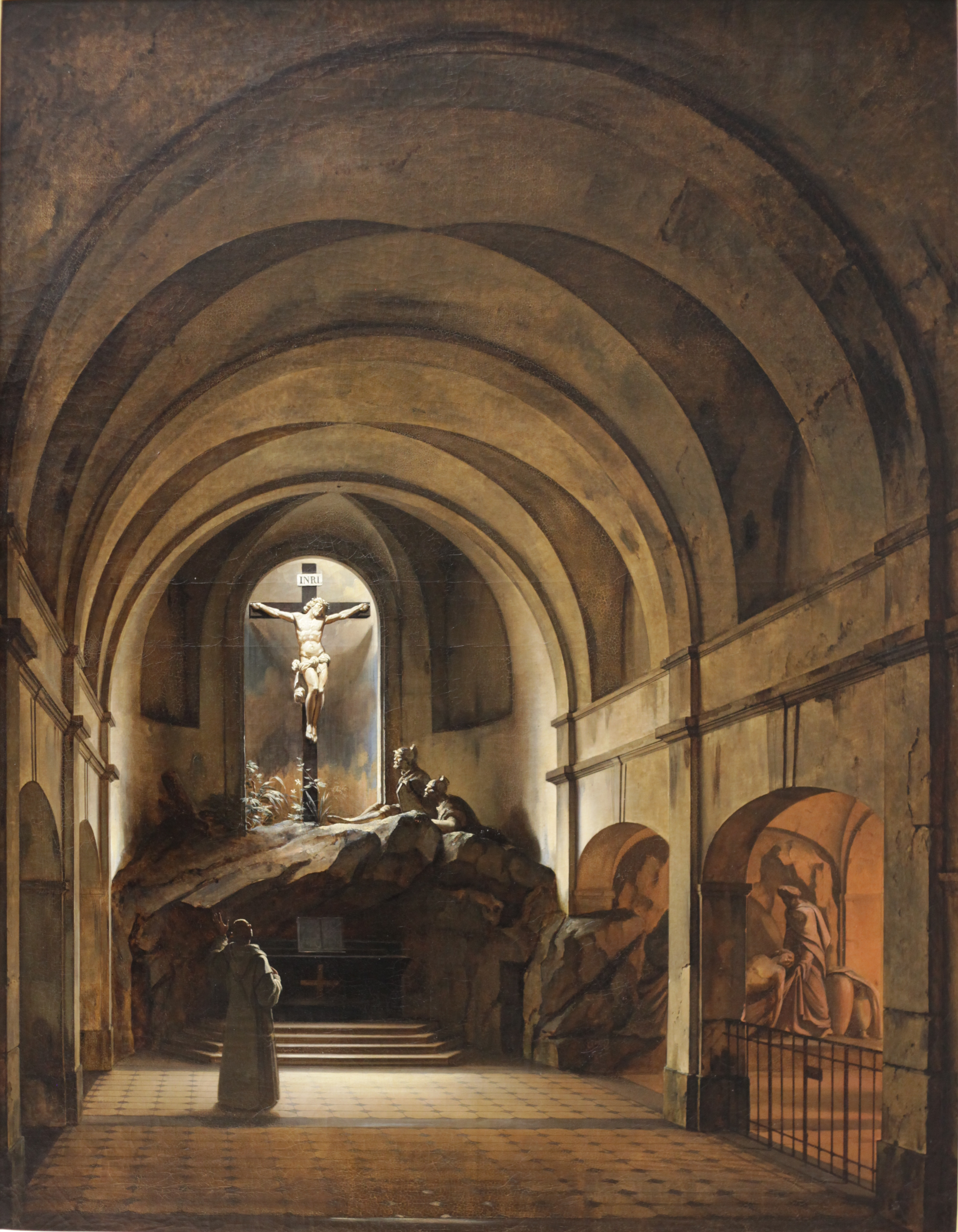
Charles Marie Bouton, Chapelle du Calvaire dans l'église Saint-Roch
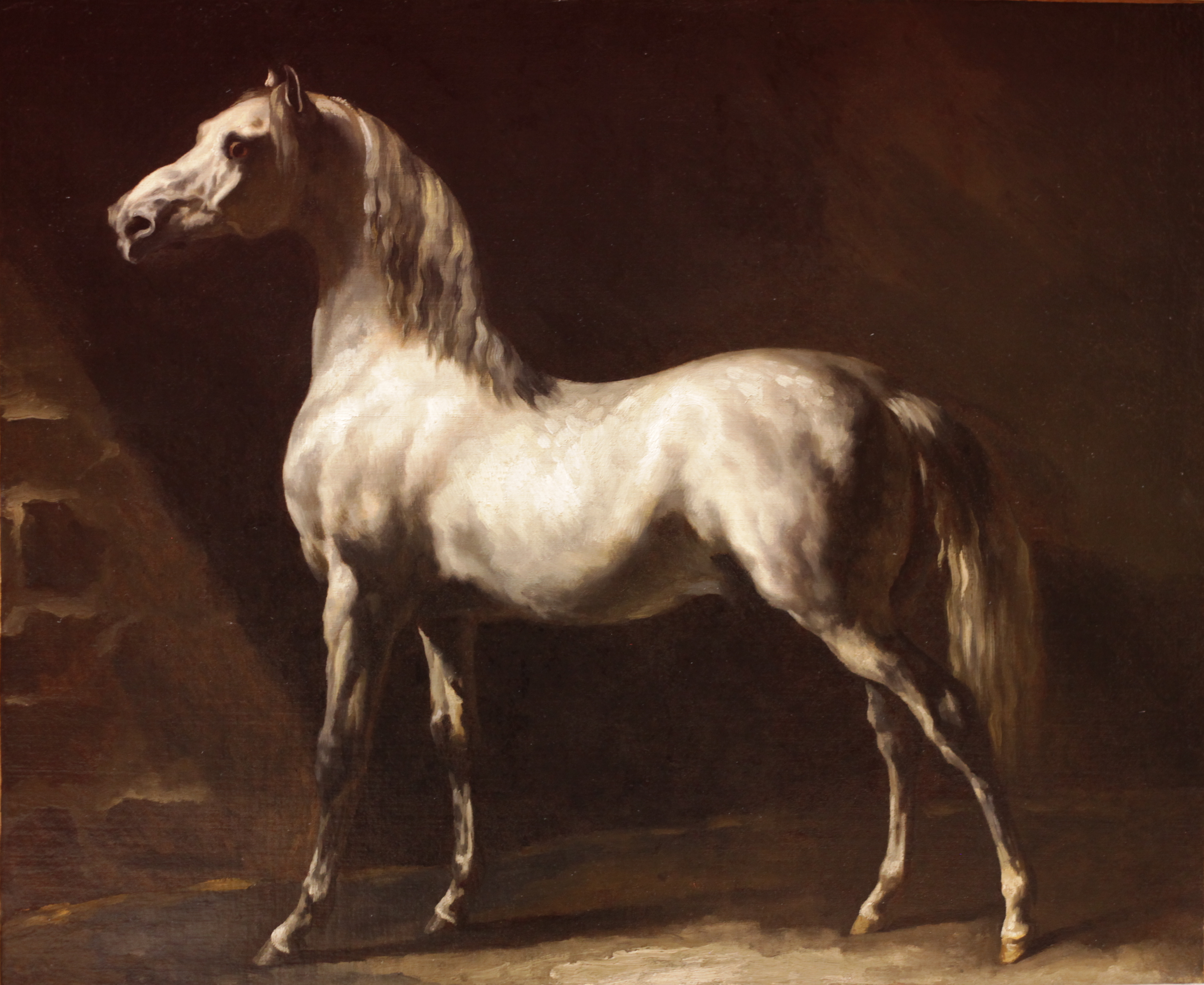
テオドール・ジェリコー, Cheval arabe gris-blanc
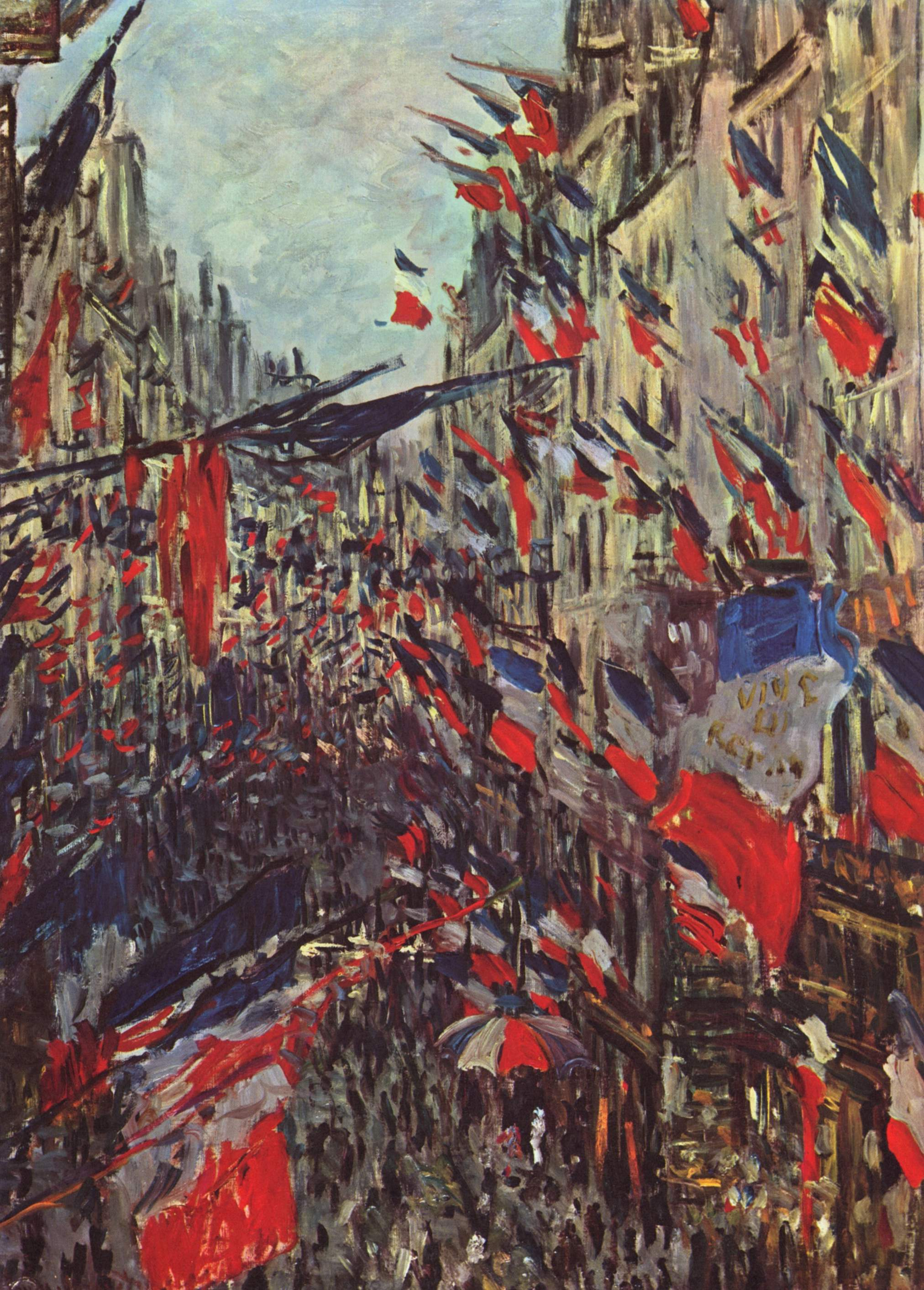
クロード・モネ, Rue Saint-Denis
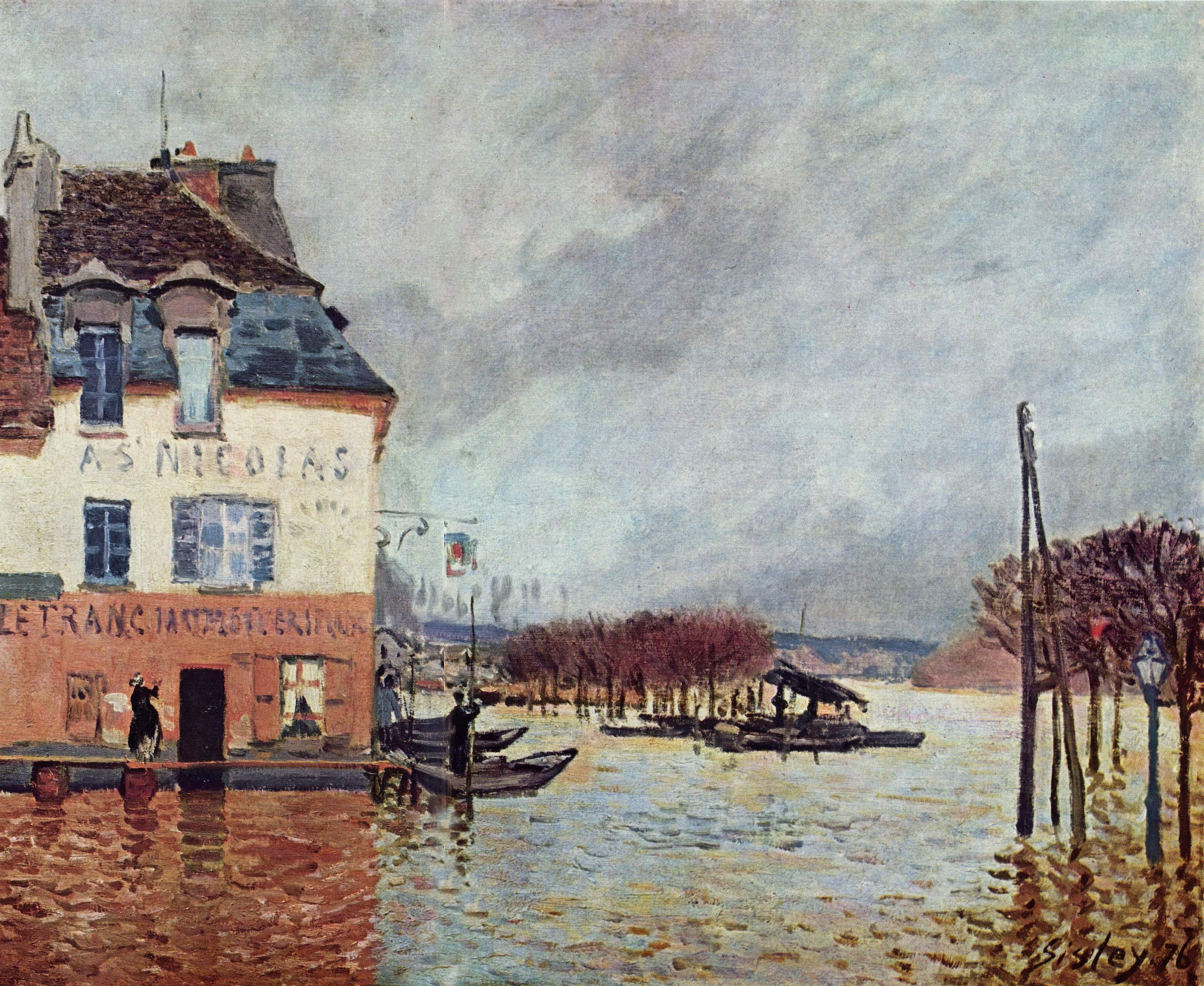
アルフレッド・シスレー, L'Inondation à Port-Marly
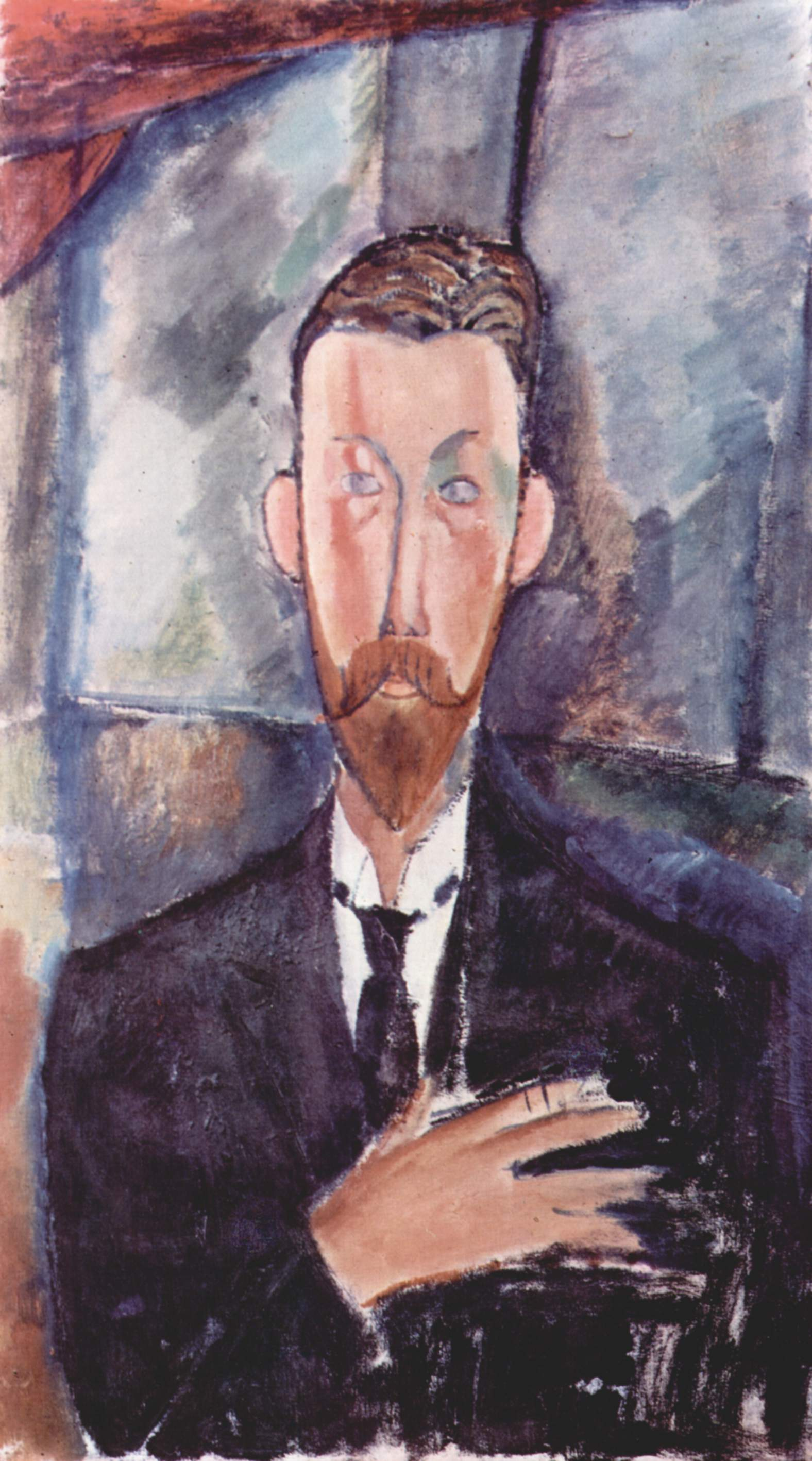
アメデオ・モディリアーニ, Paul Alexandre devant un vitrage
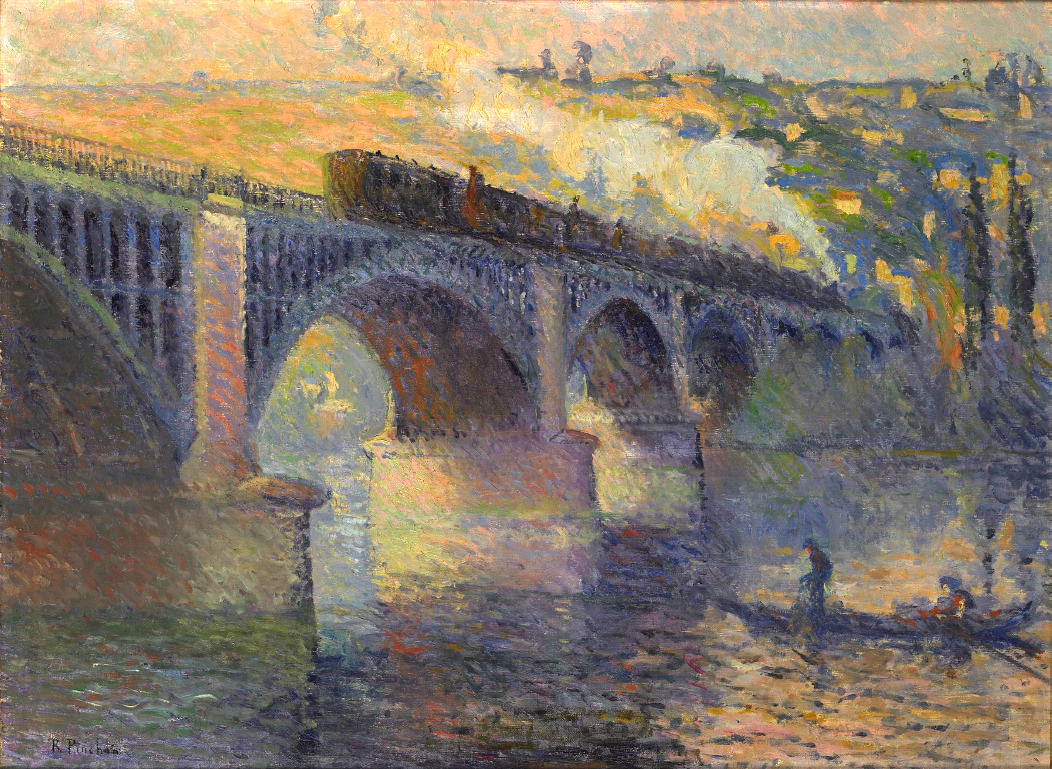
ロベール・アントワーヌ・パンション, Le Pont aux Anglais, soleil couchant, 1905.
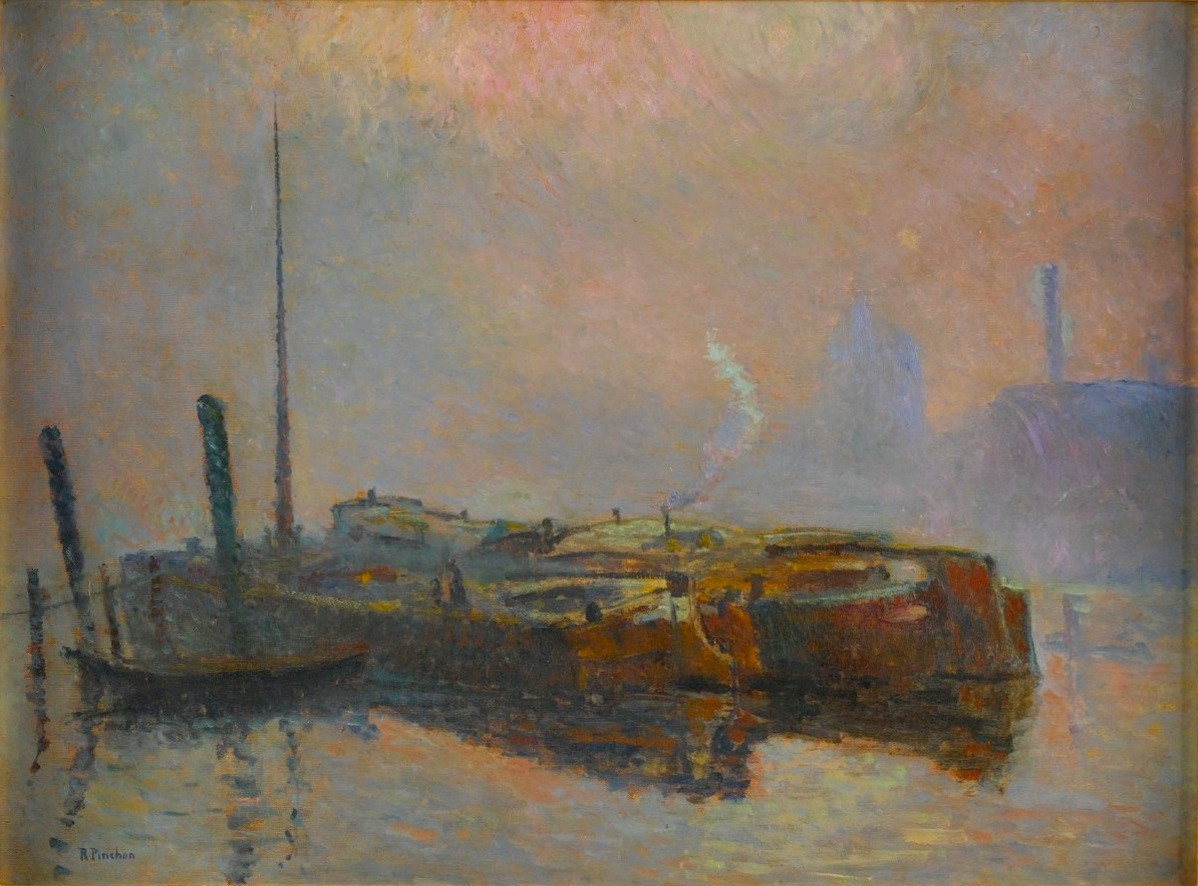
ロベール・アントワーヌ・パンション, before 1909, Péniche dans la brume, oil on canvas, 54 x 73 cm

## 日本にて
2005年に「フランス絵画黄金の19世紀 ルーアン美術館展」が開催された。

## 参照
1. ↑  Veille Info Tourisme, p. 135